# Аркадије Новгородски
Аркадије Новгородски († 19. септембра 1165) - је био епископ Руске православне цркве, епископ Новгородски.
Светитељ Руске цркве, поштован међу светима, помен у 3.  недељу по Педесетници у Сабору новгородских светаца.

## Биографија
Биографски подаци о Аркадију пре његовог избора за епископа Новгородског су штури. Из његовог живота, сачуваног у запису из друге половине 14. века, познато је да је још у младости примио монашки постриг у Новгородском Јурјевском манастиру, где је уздигнут у чин јерођакона, затим јеромонаха, „и не по броју година постављених за игумана“.
Убрзо је, међутим, „због зависти и опсесије ђавола“, Аркадије био протеран из Јурјевског манастира. У то време је очигледно постао надалеко познат у Новгороду, а кнез Изјаслав Мстиславич (брат новгородског кнеза Всеволода Мстиславича), који је стигао у град, поверио му је игуманство Пантелејмонског манастира, који се налазио поред Јурјеваког манастира.
Године 1153. подигао је манастир Успење у близини Новгорода, назван по њему „Аркашки“ (Аркадијев) и био игуман овог манастира до 1158. године.
У априлу 1156. године, после смрти новгородског епископа Нифонта, једногласно је изабран „за владара“ и, по древном обичају Новгородаца, много пре свог посвећења, свечано је „уздигнут у предворје“, тј. , доведен да живи у владичанској кући.
10. августа 1158. године посвећен је за епископа.
Користећи свој огроман утицај и моћ свог пастирског ауторитета, он је у више наврата смиривао народне немире и помирио завађене кнезове, спречавајући крвопролиће.
Преминуо 19. септембра 1165. године. Новгородци су много туговали и плакали због Аркадијеве смрти и са великом чашћу сахранили његове посмртне остатке у Корсунском трему. Сахрањен је у храму Свете Софије, испод мартиријевог (Корсунског) трема. Ту су у тајности почивале његове мошти.
Успомена на Светог Аркадија празнује се локално 18. септембра и 10. фебруара. У „Историјском речнику светих прослављених у Руској цркви“ дан његовог сећања је такође назначен и 4. октобар.